# Potemkin City Limits
Potemkin City Limits è un album del gruppo hardcore punk canadese Propagandhi, pubblicato il 18 ottobre 2005 da Fat Wreck Chords e G7 Welcoming Committee. Il titolo dell'album è un'allusione ai villaggi Potëmkin.
Grazie alla canzone A Speculative Fiction il gruppo ha vinto il premio della Società Canadese Compositori, Autori e Produttori (SOCAN) per la composizione musicale.

## Tracce
1. A Speculative Fiction - 4:14 (Lambert, Propagandhi)
2. Fixed Frequencies - 3:58 (Lambert, Propagandhi)
3. Fedallah's Hearse - 4:00 (Lambert, Propagandhi)
4. Cut into the Earth - 3:41 (Propagandhi, Rod)
5. Bringer of Greater Things - 2:45 (Propagandhi, Rod)
6. America's Army™ (Die Jugend Marschiert) - 4:42 (Lambert, Propagandhi)
7. Rock for Sustainable Capitalism - 4:12 (Lambert, Propagandhi)
8. Impending Halfhead - 1:14 (Propagandhi, Rod)
9. Life at Disconnect - 3:23 (Propagandhi, Rod)
10. Name and Address Withheld - 3:21 (Lambert, Propagandhi)
11. Superbowl Patriot XXXVI (Enter the Mendicant) - 0:36 (Propagandhi, Rod)
12. Iteration - 5:19 (Lambert, Propagandhi)

## Formazione
- Chris Hannah - chitarra, voce
- Jord Samolesky - batteria
- Todd Kowalski - basso, voce

### Crediti[1]
- Charles Bukowski - autore
- Ward Churchill - autore
- Eric Drooker - copertina
- Chris Hedges - autore
- Salif Keïta - autore
- Jason Livermore - masterizzazione, missaggio
- William Shakespeare - autore
- Bill Stevenson - masterizzazione, missaggio
- David Suzuki - autore

## Classifiche
| Classifica      | Posizione | Settimane | Note  |
| --------------- | --------- | --------- | ----- |
| Top Heatseekers | 25        | 1         | [ 3 ] |
| Top Independent | 32        | 1         | [ 4 ] |